# Lourinia armata
Lourinia armata is een eenoogkreeftjessoort uit de familie van de Louriniidae. De wetenschappelijke naam van de soort is voor het eerst geldig gepubliceerd in 1866 door Claus.